# Glyphodes cyanomichla
Glyphodes cyanomichla là một loài bướm đêm thuộc họ Crambidae. Nó là loài đặc hữu của Kauai, Oahu, Molokai và Hawaii.
Ấu trùng ăn cultivated mulberry và Pseudomorus brunoniana.